# Алан Аркин
Алан Аркин (енгл. Alan Arkin; Њујорк, 26. март 1934 – Карлсбад, 29. јун 2023) био је амерички глумац.

## Живот
Рођен је у породици учитеља и писца. Када је имао 11 година, породица се преселила у Лос Анђелес. У Лос Анђелесу је студирао и завршио Los Angeles City College. Његов син Адам Аркин, такође је глумац.
Био је номинован за Оскара за своји прву филмску улогу. Оскара је добио 1966. године за филм Руси долазе. Добио је Оскара 2007. за најбољег глумца у филму Little Miss Sunshine.

## Филмографија
| Улоге Алана Аркина |                           |               |                           |                                                 |
| Година             | Српски назив              | Изворни назив | Улога                     | Напомена                                        |
| 1966.              | Руси долазе, Руси долазе  |               | поручник Јуриј Розанов    | номинација за Оскара за главну мушку улогу      |
| 1967.              | Сачекај до мрака          |               | Роут                      |                                                 |
| 1976.              | Седмопроцентно решење     |               | Зигмунд Фројд             |                                                 |
| 1987.              | Бекство из Собибора (ТВ)  |               | Леон Фелдхендлер          |                                                 |
| 1990.              | Едвард Маказоруки         |               | Бил Богс                  |                                                 |
| 1991.              | Ракеташ                   |               | Пиви Пибоди               |                                                 |
| 2006.              | Мала мис Саншајн          |               | Едвин Хувер               | Оскар за најбољег глумца у споредној улози      |
| 2006.              | Забрањен приступ          |               | Арлин Форестер            |                                                 |
| 2006.              | Деда мраз 3: Одбегли деда |               | Бад Њуман                 |                                                 |
| 2011.              | Мапетовци                 |               | водич на обиласку студија |                                                 |
| 2012.              | Арго                      |               | Лестер Сигел              | номинација за најбољег глумца у споредној улози |
| 2017.              | У великом стилу           |               | Алберт                    |                                                 |
| 2019.              | Дамбо                     |               | Џеј Грифин Ремингтон      |                                                 |
| 2022.              | Малци: Груов почетак      |               | Вајлд Наклс (глас)        |                                                 |